# 新库兹涅茨克
新库兹涅茨克（羅馬化：Novokuznetsk）前稱斯大林斯克（Ста́линск，羅馬化：Stalinsk）位于俄罗斯克麦罗沃州，是采煤和工业中心，2025年人口528,747。

## 毒品问题
根据Vice新闻的报道，新库兹涅兹克市的毒品泛滥问题十分严重。

## 友好城市
- 美国得克萨斯州達拉斯
- 俄羅斯斯維爾德洛夫斯克州下塔吉尔
- 美国宾夕法尼亚州匹兹堡
- 英国西米德兰兹郡伯明翰